# La Torrecilla-Puntal de Navarrete
El Paraje Natural Municipal La Torrecilla-Puntal de Navarrete, con una superficie de 331,30 ha, pertenece al término municipal de la Villa de Altura, en la confluencia con los términos de Jérica y Alcublas, provincia de Castellón.

## Patrimonio Histórico-Cultural
Por lo que respecta al patrimonio histórico-cultural, el paraje acoge un interesante yacimiento arqueológico de origen ibérico en lo alto del cerro de la Torrecilla, considerado uno de los más importantes del Alto Palancia. Se trata de un poblado cuyos restos corresponden a una concepción defensiva y de control destinado a la protección y vigilancia del cruce de caminos y de las fuentes que afloran a su pie. Se aprecian, igualmente, restos de amurallamientos en las laderas y un canalillo excavado en la roca que llega hasta el poblado desde una pequeña presa levantada en el barranco adyacente.
Además, desde el comienzo de las culturas agropastoriles, la zona ha contemplado el tránsito trashumante de ganado entre el área litoral y el interior montañoso, siendo punto de confluencia de varias vías pecuarias.
Fue declarado Paraje Natural Municipal por Acuerdo del Consejo de la Generalidad Valenciana de fecha 10 de marzo de 2006. (En este artículo se recoge texto del acuerdo (enlace roto disponible en Internet Archive; véase el historial, la primera versión y la última).).

## Geología
Desde el punto de vista geológico, la zona de estudio pertenece a la subunidad Calderona-Alto Palancia. Este dominio ocupa la parte meridional de la provincia de Castellón, limitando al sur con el Sector Ibérico Valenciano Septentrional, coincidiendo con la división de la cuenca del Palancia y del Turia.

## Ecología
El Paraje presenta un alto valor ecológico, predominando las masas mixtas de pino laricio, sabina albar y carrasca, con un estrato arbustivo de enebros y sabinas. El carácter singular de la vegetación ha hecho merecedora a la zona, conocida como Puntal de Navarrete, de la figura microrreserva de flora. Las especies prioritarias de la misma son: Centaurea pinae, Juniperus thurifera y Teucrium angustissum; y la unidad de vegetación prioritaria a la que pertenecen: pinares negrales con sabina albar, considerado Hábitat prioritario en la Unión Europea.
Además, en los fondos de barranco, principalmente en el entorno de la rambla de la Torrecilla, aparecen pequeños bosquetes de ribera pertenecientes a la asociación Vinco difformis-Populetum albae, en que aparecen fundamentalmente ejemplares de los géneros Populus y Salix.

## Paisajismo
Desde el punto de vista paisajístico, el sector del paraje que presenta un mayor interés es la umbría del barranco de la Torrecilla. La diversidad de estratos aflorantes determina un paisaje cárstico caracterizado por elevadas crestas, abruptos barrancos, derrubios, y abrigos naturales, a cuyo pie se presentan las masas de pinar, que en conjunto dan lugar a una elevada calidad paisajística y ambiental.